# نیو اورینتال

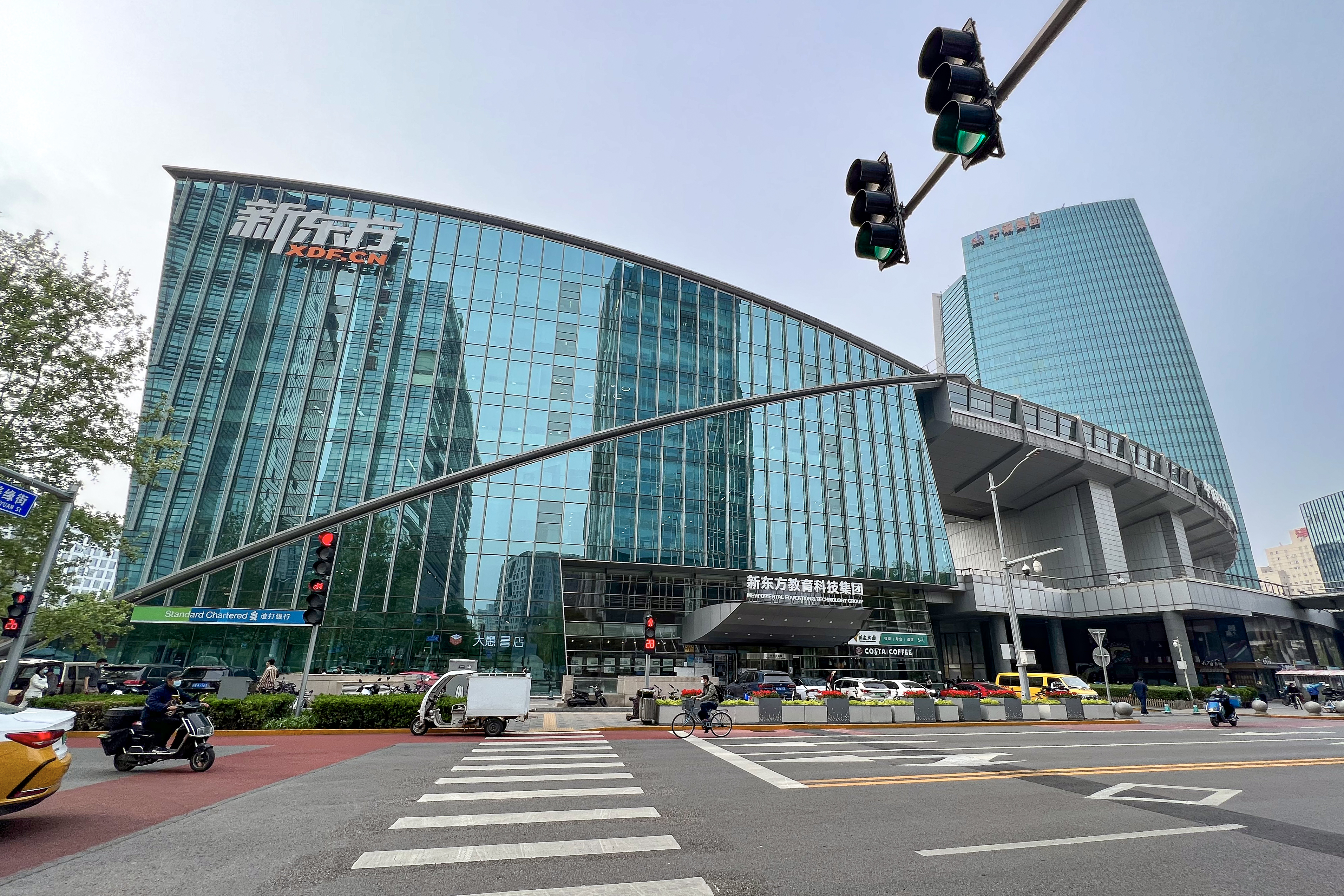
نمایی از ساختمان نیو اورینتال - ۲۰۲۲

نیو اورینتال (انگلیسی: New Oriental) شرکت فناوری اطلاعات چینی است، که در سال ۱۹۹۳ توسط یو مینهونگ تأسیس شد.